# Geworg V.

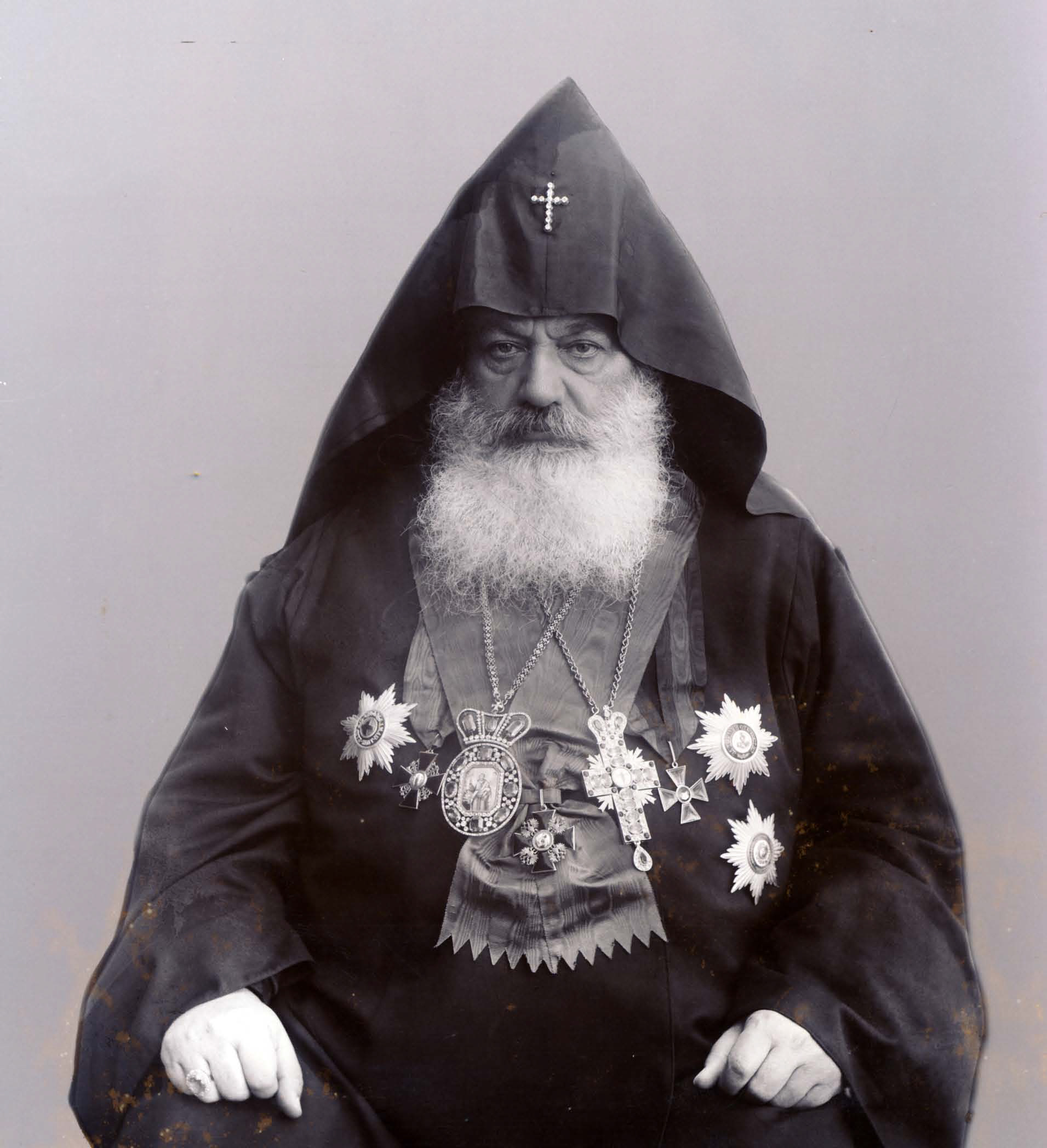
Geworg V.

Geworg V. (armenisch Գևորգ Ե.; * 28. August 1847 in Tiflis, Russisches Kaiserreich; † 8. Mai 1930 in Etschmiadsin, Armenische SSR) war von 1911 bis zu seinem Tod im Jahr 1930 der „Oberste Patriarch und Katholikos Aller Armenier“ und somit das Oberhaupt des Katholikats Etschmiadsin innerhalb der Armenischen Kirche.

## Leben

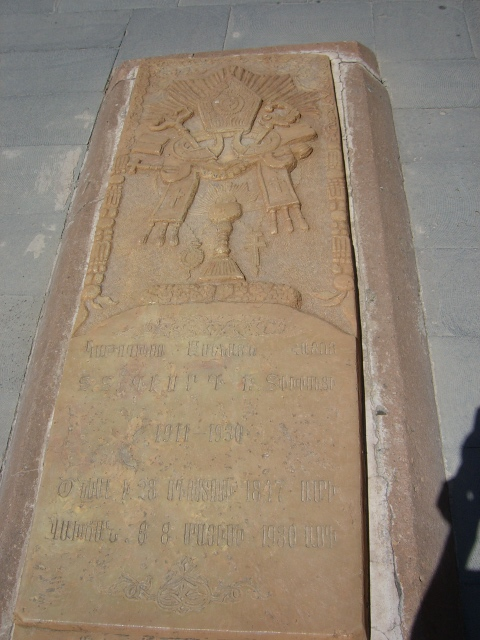
Grabmal von Geworg V. in der Nähe von Etschmiadsin

Er wurde als Geworg Surenjanz in Tiflis geboren und schloss das dortige Gymnasium im Jahr 1868 ab. 1872 wurde er zum Archimandriten und 1882 zum Bischof geweiht und im Januar 1895 folgte die Weihe zum Erzbischof. In der Zwischenzeit hatte Geworg verschiedene Lehrtätigkeiten ausgeübt, so als Lehrer in der neugeschaffenen Diözese von Etschmiadsin. Nach dem Tod von Katholikos Matheos III. Izmirlian wurde Geworg zum Katholikos geweiht und hieß fortan Geworg V.
In seine Zeit fielen die Vertreibung und Ermordung der armenischen Bevölkerung im Zusammenhang mit dem Völkermord an den Armeniern, aber auch die Auswirkungen des Russischen Bürgerkriegs und der atheistisch geprägten, sowjetischen Religionspolitik, mit deren Folgen Geworg V. sich auseinandersetzen musste.

## Auszeichnungen
- Alexander-Newski-Orden